# Sparks (groupe)
Pour les articles homonymes, voir Sparks.
Sparks (« étincelles » en anglais) est un groupe pop-rock américain fondé par Ron et Russell Mael à Los Angeles en 1968. Le groupe est notamment connu pour son morceau This Town Ain't Big Enough for Both of Us, paru en 1974 dans l'album Kimono My House.
Après avoir été un des groupes clef du glam rock, Sparks décide d'évoluer et de devenir un duo de synthpop et de musique new wave, s'inspirant alors des productions de musique disco. Produit par Giorgio Moroder, l'album No. 1 In Heaven devient un succès critique et commercial en 1979. Évoluant et changeant constamment de style à chaque nouvel album, le groupe continue de sortir régulièrement des disques tout en se produisant sur scène plus de cinquante ans après leurs débuts.
Sparks est cité comme une influence majeure par des groupes d'électro-rock, de new wave et de synthpop comme New Order et Depeche Mode, et aussi par des artistes et groupes de rock alternatif comme Morrissey, Siouxsie and the Banshees et Sonic Youth. Ils sont aussi mentionnés en interview par Björk.

## Histoire

### Années 1970
Les deux frères Mael collaborent avec le guitariste Earle Mankey (en), le batteur John Mendelsohn et le bassiste Surly Ralph Oswald, et enregistrent une démo sous le nom de Halfnelson.
Quelque temps plus tard, Harley Feinstein et le frère de Earle Mankey, Jim Mankey (en), remplacent les précédents titulaires à la batterie et à la basse. C'est avec cette formation que le groupe signe sur le label Bearsville Records.
C'est toujours sous le nom de Halfnelson, et produit par Todd Rundgren, que sort leur premier album en 1971, vite réédité sous le titre Sparks (1972), nouveau nom du groupe. Le groupe sort l'album A Woofer in Tweeter's Clothing en 1973. Pour promouvoir le disque, ils effectuent une résidence au Marquee Club à Londres : une de leurs premières parties sera le groupe Queen.
En 1974, Ron et Russell Mael quittent la Californie et partent pour le Royaume-Uni. Ils s'établissent à Londres et, managés par John Hewlett, ils signent avec le label Island Records et reforment Sparks avec des musiciens britanniques recrutés par le biais de petites annonces. La même année paraît l'album Kimono My House produit par Muff Winwood. Les musiciens britanniques engagés alors sont le bassiste Martin Gordon (en), le guitariste Adrian Fisher et le batteur Norman « Dinky » Diamond (en). Le disque est un succès critique et populaire et le titre qui en est extrait, This Town Ain't Big Enough for Both of Us, se classe numéro deux dans les charts britanniques.
Cette réussite est confirmée dans la foulée par un nouvel album produit par Muff Winwood, Propaganda (1974), et le suivant, Indiscreet (1975), par Tony Visconti, disques sur lesquels Ian Hampton remplace Martin Gordon et Trevor White alterne avec Adrian Fisher (puis le remplace dans le second).
Cependant, l'année suivante, Ron et Russell décident de retourner aux États-Unis. En 1976, Sparks, après avoir tenté une collaboration avec le guitariste Mick Ronson, enregistre avec le producteur Rupert Holmes l'album Big Beat. Le groupe se produit en concert aux États-Unis pour promouvoir l'album. Les titres Big Boy et Fill 'Er Up se trouvent dans la bande originale du film catastrophe Le Toboggan de la mort dans lequel on peut voir le groupe les interpréter dans un parc d'attractions. Big Beat est le dernier album de Sparks à sortir sur le label Island Records. Le suivant, Introducing Sparks, est publié par Columbia Records.
Les années 1970 se clôturent avec la sortie d'un best of se concentrant sur la période « anglaise » des Sparks et reprenant deux inédits, Tearing the Place Apart et Gone with the Wind.
En 1979, Ron et Russell produisent l’album Pas dormir du groupe français Bijou.

### Années 1980

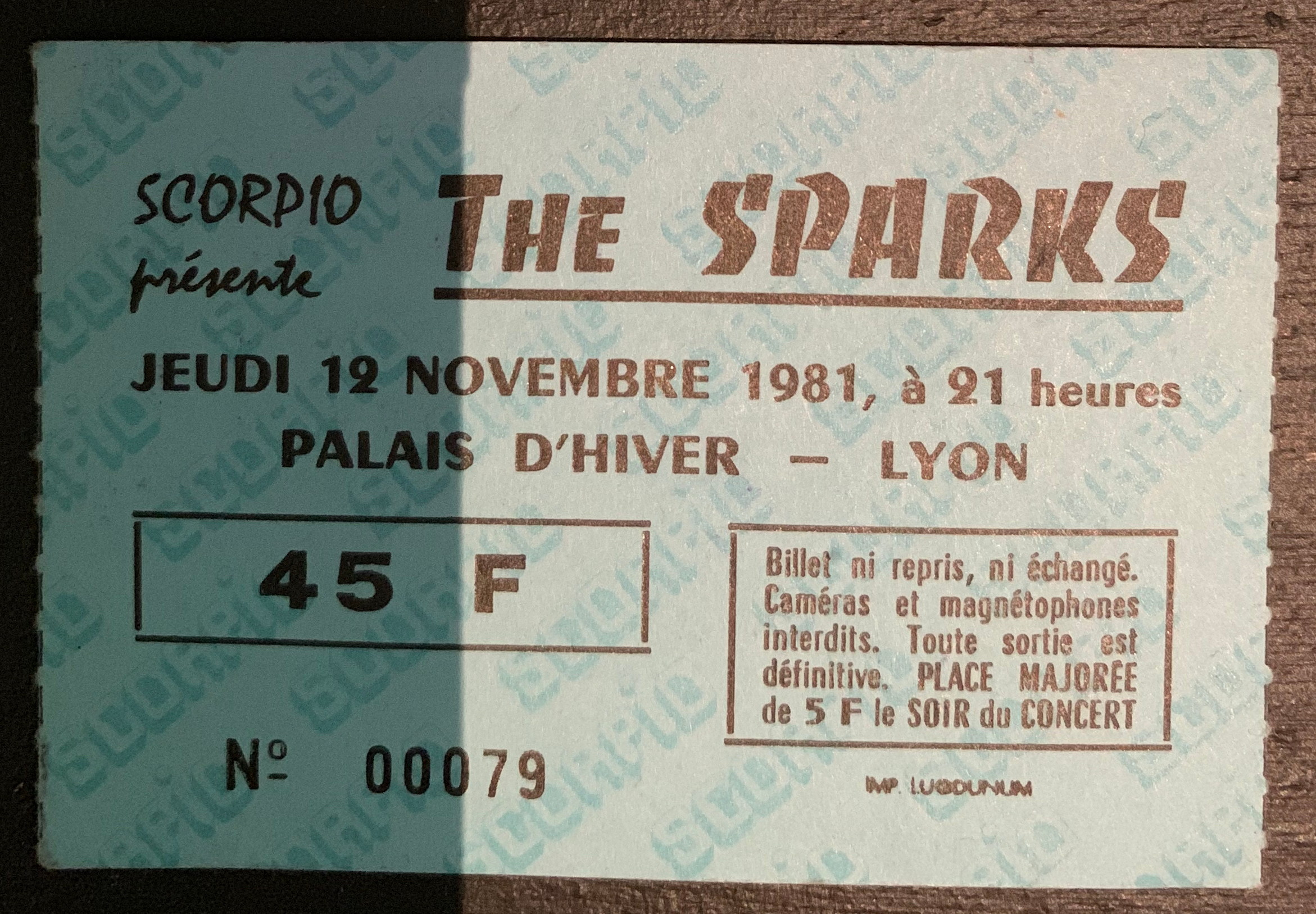
Ticket de concert, Palais d'hiver à Lyon en 1981.

En 1979, Ron et Russell Mael, décidant que la pérennité du groupe Sparks passera par une évolution musicale radicale, confient leur destin au célèbre producteur italo-allemand de Donna Summer, Giorgio Moroder. Ce dernier produit les albums No. 1 in Heaven (1979) et Terminal Jive (1980). Ces disques connaissent un important succès commercial, le premier au Royaume-Uni, le second en France et en Allemagne avec le hit When I'm with You.
À l'aube des années 1980, à nouveau accompagné par un backing band formé à partir du groupe Bates Motel (Los Angeles), Sparks revient brièvement au rock avec Whomp That Sucker (1981) et le hit Funny Face. Suivent les albums Angst in My Pants (1982), In Outer Space (1983), Pulling Rabbits Out of a Hat (1984) et Music That You Can Dance To (1986).
En 1988 paraît le disque Interior Design. La même année, on remarque la présence du duo sur l'album Marc et Robert du groupe français Les Rita Mitsouko, où ils participent à trois des onze titres de l'édition CD (Hip Kit , le single Singing in the Shower et Live in Las Vegas).

### Années 1990
Après une absence de plus de six ans, Sparks produit l'album Gratuitous Sax and Senseless Violins en 1994. Il est bien accueilli par le public, particulièrement en Allemagne où le titre When Do I Get to Sing 'My Way' (en) atteint la septième place du classement des ventes de singles. Les frères Mael enregistrent désormais leur musique dans leur propre studio et sans l'aide d'un producteur.
Le groupe reprend dans l'album Plagiarism de 1997 ses succès (majoritairement des années 1980) en version plus dance, plus techno, plus rock ou plus symphonique. Il comprend des collaborations, notamment avec le groupe Faith No More pour des reprises de This Town et de Something for the Girl with Everything, ainsi qu'avec Erasure (reprise de Amateur Hour) et Jimmy Somerville (reprise de The Number One Song in Heaven). Tammy Glover devient leur batteuse.

### Années 2000
En 2000, l'album Balls marque un retour à des chansons mélodieuses sur des rythmes dance.
Avec l'album Lil' Beethoven en 2002, Sparks met au point une formule nouvelle basée sur des motifs symphoniques (entièrement synthétisés) répétitifs et dramatiques, enjolivés parfois de percussions et de parties de guitares proches du heavy metal, jouées par Dean Menta (en), un ancien guitariste de Faith No More. Les parties vocales sont multipliées à la façon de Queen. Ce style plaisamment pompeux tranche avec les paroles volontiers répétitives, caricaturant des drames de la vie quotidienne.
Ils présentent cet album en avant-première au Royal Festival Hall de Londres sous la formule d'un spectacle reprenant la totalité de l'album en première partie et en seconde une sélection de leur succès précédents. Pendant Lil' Beethoven, des animations cocasses sont projetées sur l'arrière-scène et Ron abandonne fréquemment ses claviers pour se livrer à des pitreries pince-sans-rire en relation avec ces images. Cette formule sera conservée pour les concerts ultérieurs et reproduite pour les deux albums suivants. Une exception toutefois, à l'occasion d'une apparition au festival Meltdown de Londres dans la même salle en 2004. A l'invitation de Morrissey qui est un fan depuis trente ans, ils reproduisent l'intégralité de leur album Kimono My House avant d'enchaîner sur Lil' Beethoven dans une seconde partie.
Le vingtième album de Sparks, Hello Young Lovers, sort en février 2006. Dans la même veine que le précédent, il contient toutefois des paroles plus copieuses et davantage de guitare. Il est favorablement accueilli par les critiques et le public. La tournée présente le groupe avec cinq musiciens sur scène, dont un bassiste, Steven Shane McDonald, pour la première fois depuis quinze ans.
En juin 2008, les Sparks sortent leur 21e album, Exotic Creatures of the Deep, dans la même veine et avec un spectacle similaire qui est inauguré au Shepherd's Bush Empire de Londres. Pour marquer le coup dans la foulée de l'expérience Meltdown, les frères Mael précèdent le spectacle de 20 concerts en 26 jours dans la capitale britannique, au cours desquels ils reproduisent chaque soir un album dans son intégralité au plus près possible de l'original. Pour accomplir ce tour de force, ils assemblent une formation rock (sans les deux autres membres Dean Menta et Tammy Glover) qui répète pendant quatre mois et qui est complétée, certains soirs, de musiciens classiques. Jimmy Somerville les rejoint pour Plagiarism, Tammy Glover pour Lil' Beethoven (où elle parle sur un titre). Pendant les 18 premiers concerts, sur un écran au-dessus de la scène, la pochette de l'album du jour est soumise à des traitements électroniques et termine invariablement dans des flammes au cours du rappel. À l'issue du 21e concert, pendant lequel les projections visuelles - de plus en plus élaborées - apparaissent dans un cadre doré, les 20 pochettes sont brûlées consécutivement pendant que Ron, agenouillé devant l'écran, manie un briquet.
En 2009, les deux frères prennent encore un nouveau virage en acceptant une commande particulière de la radio nationale suédoise : une pièce opératique « concernant peu ou prou la Suède ». Cela donne The Seduction of Ingmar Bergman, une comédie musicale de Sparks, qui a fait l'objet d'une double édition bilingue anglais/suédois en CD et vinyle.

### Années 2010
En 2015, le groupe s'associe à Franz Ferdinand sous le nom FFS. Leur album FFS sort en juin 2015 et s'accompagne d'une tournée passant par l'Europe.
En septembre 2017, le duo sort Hippopotamus puis part en tournée avec cinq autres musiciens sur scène. Ils renouent avec le succès en Europe : l'album atteint la septième place dans les charts anglais et la soixantième place en France.

### Années 2020
En 2020, le groupe sort l'album A Steady Drip, Drip, Drip  qui atteint le top 10 des ventes en Grande-Bretagne. Les frères Mael annoncent travailler depuis des années au scénario et à la musique d'un film.
Le groupe collabore avec le cinéaste français Leos Carax pour le film Annette. Le film sort en juillet 2021 et est projeté au festival de Cannes. Le groupe est aussi le sujet du documentaire The Sparks Brothers d'Edgar Wright qui sort aussi en salles en 2021.
A la cérémonie des Césars 2022 qui s'est tenue à Paris à l'Olympia, le groupe reçoit un César pour la meilleure musique originale, pour le film Annette.

## Influence
Beaucoup d'artistes de new wave, de synthpop mais aussi de rock alternatif, revendiquent l'héritage des frères Mael. Parmi les groupes de musique électronique, Dave Gahan et Martin Gore, de Depeche Mode, ont cité le groupe comme une de leurs principales références à leurs tout débuts. Martin Gore a ensuite repris Never Turn Your Back on Mother Earth sur le Counterfeit e.p.. Le groupe New Order s'est inspiré de l'album No. 1 in Heaven produit par Giorgio Moroder pour la production de ses premiers titres électro/rock en 1982 comme Temptation. Les Mancuniens ont aussi repris When I'm with You sur scène en 1982.
Le groupe de rock alternatif Siouxsie and the Banshees a repris le hit This Town Ain't Big Enough for Both of Us comme titre d'ouverture de leur album de reprises Through the Looking Glass. Björk a également été marquée par ce premier succès du groupe, qu'elle a décrit « comme la chose la plus rafraîchissante dans sa vie » de jeune fille : « ils étaient exotiques », « Russel chantait comme une geisha et en plus ils portaient des costumes japonais et, enfant, j'adorais cette culture ». Thurston Moore de Sonic Youth a mentionné le titre Equator des Sparks dans la « liste de ses titres préférés de tous les temps ».
Morrissey a cité Kimono My House comme une influence majeure. Johnny Marr a aussi nommé les chansons des Sparks de l'époque glam comme autant de « singles conquérants ». Le compositeur des Smiths, a aussi dit : « il n'y a rien de mieux qu'une chanson avec un potentiel commercial généré par un esprit intéressant » en prenant les Sparks comme exemple.
Les musiciens de Faith No More ont aussi été marqués par cette époque : leur claviériste Roddy Bottum s'est immédiatement procuré Indiscreet après les avoir vus à la télévision.
En 2004, Alex Kapranos, le chanteur du groupe Franz Ferdinand, s'est fendu d'un papier publié dans le NME et intitulé « pourquoi j'aime les Sparks » où il dit notamment : « c'est seulement après quelques écoutes que vous pouvez vraiment apprécier leur musique [...] puis vous tombez amoureux et des groupes comme celui-là changent votre vie. Maintenant, je ne peux plus imaginer ma vie sans eux ».
Le duo français de musique électronique Justice cite l'« atmosphère épique » de leur musique : « nous avons énormément été influencés par les Sparks [...] qui ont ce son vraiment opératique ».

## Discographie
| Titre                                | Date de sortie | Label                    | UK Albums Chart | U.S. Billboard 200 | Singles |
| ------------------------------------ | -------------- | ------------------------ | --------------- | ------------------ | --- |
| Sparks / Halfnelson                  | 1971           | Bearsville Records       | -               | -                  | - Wonder Girl |
| A Woofer in Tweeter's Clothing       | 1972           | Warner Bros. Records     | -               | -                  | - Girl From Germany |
| Kimono My House                      | 1974           | Island Records           | 4               | -                  | - This Town Ain't Big Enough for Both of Us - Amateur Hour (en)                                                            |
| Propaganda                           | 1974           | Island Records           | 9               | 63                 | - Never Turn Your Back on Mother Earth (en) - Something for the Girl with Everything                                       |
| Indiscreet                           | 1975           | Island Records           | 18              | -                  | - Get in the Swing - Looks, Looks, Looks                                                                                   |
| Big Beat                             | 1976           | Island Records           | -               | -                  | - Big Boy - I Like Girls                                                                                                   |
| Introducing Sparks                   | 1977           | Columbia                 | -               | -                  | - A Big Surprise |
| No. 1 In Heaven                      | 1979           | Virgin Records           | 73              | -                  | - The Number One Song in Heaven (en) - Beat the Clock (en) - Tryouts for the Human Race                                    |
| Terminal Jive                        | 1980           | Virgin Records           | -               | -                  | - When I'm with You - Young Girls                                                                                          |
| Whomp That Sucker                    | 1981           | Why-Fi                   | -               | 182                | - Tips for Teens - Funny Face                                                                                              |
| Angst in My Pants                    | 1982           | Atlantic Records         | -               | 173                | - I Predict (en) |
| In Outer Space                       | 1983           | Atlantic Records         | -               | 88                 | - Cool Places (en) - All You Ever Think About Is Sex                                                                       |
| Pulling Rabbits Out of a Hat         | 1984           | Atlantic Records         | -               | -                  | - With All My Might - Pretending to Be Drunk - Progress                                                                    |
| Music That You Can Dance To          | 1986           | Curb Records             | -               | -                  | - Change - Music That You Can Dance To - Rosebud"                                                                          |
| Interior Design                      | 1988           | Rhino                    | -               | -                  | - So Important - Just Got Back from Heaven                                                                                 |
| Gratuitous Sax and Senseless Violins | 1994           | Logic Records            | -               | -                  | - When Do I Get to Sing 'My Way' (en) - When I Kiss You (I Hear Charlie Parker Playing) (en) - Now That I Own the BBC (en) |
| Plagiarism                           | 1998           | Roadrunner               | -               | -                  | - The Number One Song in Heaven (en) - This Town Ain't Big Enough for Both of Us                                           |
| Balls                                | 2000           | Recognition              | -               | -                  | - The Calm Before the Storm - More Than a Sex Machine - The Angels                                                         |
| Lil' Beethoven                       | 2002           | Lil'Be Records           | -               | -                  | - Suburban Homeboy |
| Hello Young Lovers                   | 2006           | Gut Records              | 66              | -                  | - Perfume - Dick Around (en) / Waterproof                                                                                  |
| Exotic Creatures of the Deep         | 2008           | Lil'Be Records           | 54              | -                  | - Good Morning - Lighten Up, Morrissey                                                                                     |
| The Seduction of Ingmar Bergman      | 2009           | Lil'Be Records           | -               | -                  | |
| Two Hands One Mouth (Live in Europe) | 2013           | Lil'Be Records           | -               | -                  | |
| FFS, avec Franz Ferdinand            | 2015           | Domino Recording Company | -               | -                  | - Piss Off - Johnny Delusional (en) - Collaborations Don't Work - Call Girl - Police Encounters                            |
| Hippopotamus                         | 2017           | BMG                      | 7               | -                  | - Hippopotamus - What the Hell Is It This Time? - Edith Piaf (Said It Better Than Me)                                      |
| A Steady Drip, Drip, Drip            | 2020           | BMG                      | 7               | -                  | - Please Don't Fuck Up My World - Self-Effacing - I'm Toast - One for the Ages                                             |
| The Girl Is Crying in Her Latte      | 2023           | Island Records           | 7               |                    | - The Girl Is Crying in Her Latte - Veronica Lake - Nothing Is as Good as They Say It Is                                   |
| Mad!                                 | 2025           | Transgressive Records    |                 |                    | - Do Things My Own Way - JanSport Backpack                                                                                 |

## Distinction

### Récompense
- César 2022 : Meilleure musique originale pour Annette

## Vidéographie
Il existe trois DVD officiels du groupe : Live in London (période « Balls » malgré la photo qui date de 1974 sur la couverture) Live in Stockholm : Lil Beethoven et Dee Vee Dee (2007).